# Leptataspis limonias
Leptataspis limonias är en insektsart som beskrevs av Jacobi 1921. Leptataspis limonias ingår i släktet Leptataspis och familjen spottstritar. Inga underarter finns listade i Catalogue of Life.